# Tatort: Wer Wind erntet, sät Sturm!
Wer Wind erntet, sät Sturm! ist ein Fernsehfilm aus der Fernseh-Kriminalreihe Tatort von ARD, ORF und SRF. Der Film wurde von Radio Bremen produziert und am 14. Juni 2015 zum ersten Mal gesendet. Es ist die 951. Folge der Tatort-Reihe und der 32. Fall für Kommissarin Inga Lürsen (Sabine Postel).

## Handlung
Der überambitionierte Tierschutzaktivist Hendrik Paulsen protestiert in Videobotschaften online gegen den Ausbau der Windkraftanlagen in der Nordsee, durch die die Tierwelt arg in Mitleidenschaft gezogen werde und tausende von Zugvögeln jährlich von den Rotoren „geschreddert“ würden.
Kurz nach seiner letzten Onlinebotschaft ist er nicht mehr auffindbar und sein Mitstreiter Valdez wird erschossen in deren Aktionszentrale aufgefunden. Ein weiterer Aktionist, Kilian Hardendorf, ist sich sicher, dass Windparkbetreiber Overbeck hinter dem Anschlag stecken dürfte, denn die unbequemen Aktionen der Tierschützer blockieren nicht nur einen für die Firma lebenswichtigen Kredit, sondern zielten darauf ab, das gesamte Windparkprojekt stilllegen zu lassen.
Auf der Suche nach Paulsen lässt sich Kommissar Stedefreund, der zusammen mit seiner Kollegin Lürsen den Fall bearbeitet, von Windparkbetreiber Overbeck eines der Windräder in der Nordsee zeigen. Dort oben angekommen findet er zahlreiche tote Seevögel, Blutspuren und eine am Boden liegende Kamera. Alles deutet darauf hin, dass Paulsen hier oben gewesen war. Nach der kriminaltechnischen Untersuchung stammt das Blut eindeutig von Paulsen, der sehr wahrscheinlich von der Plattform des Windrades ins Meer gestürzt ist. Lars Overbeck wird damit zum Hauptverdächtigen. Doch der argumentiert, dass das Ganze nur eine der vielen Aktionen von Paulsen gegen ihn wäre, um ihn zu stoppen. Dafür spricht die Tatsache, dass Paulsen eine Pistole besitzt. Daher hält es auch Kommissar Stedefreund für möglich, dass Paulsen den durch seine gefährlichen Umweltaktionen schwerkranken Valdez umgebracht hat, nur um die Tat Overbeck unterzuschieben.
Overbeck gerät dennoch immer mehr unter Druck. Davon profitiert Milan Berger, ein Konkurrent und Hedgefondsbetreiber, der Overbecks lukrative See-Grundstücke in Besitz nehmen möchte. Nachdem online ein Video von Paulsen erscheint, das beweisen soll, dass die Windräder regelrechte Seevögel-Tötungsmaschinen seien, scheint Overbeck am Ende. Er steht an sich mit dem Umweltverband in engem Kontakt und will damit nahelegen, dass er sich für umweltverträgliche Anlagen einsetzt. Doch nützt das nichts gegen diese neuen Aufnahmen, deren Echtheit er anzweifelt, da seiner Meinung nach dieses Video nicht auf seinen Windrädern entstanden sein kann.
Inzwischen wird Paulsens Leiche im Meer gefunden und wie sich herausstellt, wurde er mit der gleichen Waffe erschossen wie Valdez. Nachdem die Kriminaltechnik den Server ausfindig macht, von wo aus das letzte Video Paulsens ins Netz gestellt wurde, finden Lürsen und Stedefreund den Inhaber Sergeij Blochin ebenfalls erschossen in seinem Laden. Allem Anschein nach hatte Paulsen, mit dem er befreundet war, ihm das Video anvertraut und ihn beauftragt, es ins Internet zu stellen. Als Blochin jedoch die Brisanz des Materials erkannte, versuchte er damit Overbeck zu erpressen und informierte die Umweltaktivisten darüber. Alle Indizien sprechen gegen Paulsens Mitstreiter Kilian Hardendorf, der offenbar das Vogelvideo gefälscht hatte und in Paulsens Plan eingeweiht war, mittels des Mordes an Valdez und seinem selbst inszenierten Tod Overbeck zu Fall zu bringen. Als Overbeck ihn darauf anspricht und Rechenschaft fordern will, wird er von Kilian Hardendorf angegriffen und mittels einer Plastiktüte erstickt. Im Anschluss daran begibt er sich zu Berger und bedroht ihn und dessen Aufsichtsrat, da er weiß, dass dieser auch nur die Nordsee ausbeuten will ohne Rücksicht auf die Ökologie. Er will endlich Zeichen setzen und Paulsens Mission zu Ende bringen, nachdem es diesem trotz spektakulärer Aktionen nicht gelungen ist. Dabei haben beide alle Maßstäbe der Vernunft verloren und töten Menschen, um damit vielleicht Tiere zu retten. Lürsen und Stedefreund werden alarmiert und treffen mit dem SEK ein, können allerdings nicht mehr verhindern, dass Hardendorf Berger und am Ende sich selber erschießt.

## Produktionsnotizen
Die Dreharbeiten zu Wer Wind erntet, sät Sturm! fanden unter dem Arbeitstitel Gegenwind von Oktober bis November 2014 in Bremen und Umgebung statt. Bei seiner Erstausstrahlung am 14. Juni 2015 hatte Wer Wind erntet, sät Sturm! 8,52 Mio. Zuschauer und lag damit erneut unter der Marke von 9 Millionen.

## Kritiken
Holger Gertz, der Film- und Fernsehkritiker der Süddeutschen Zeitung zog eine gemischte Bilanz. Er verortete den Tatort Wer Wind erntet, sät Sturm! irgendwo zwischen Doppelbödigkeit und unfreiwilliger Komik. Er schrieb: „Den Erzählern dieser Geschichte geht es darum, in der Schwebe zu lassen, wer der Gute ist und wer der Böse [...]. Die Doppelbödigkeit des Personals wirkt aber manchmal albern. [....] Ein unsentimentales, sperriges, bisweilen aber auch verworrenes Stück.“
Matthias Hannemann, der Kritiker der Frankfurter Allgemeinen Zeitung, hob insbesondere die kongeniale Zusammenarbeit des Journalisten und Drehbuch-Autors Wilfried Huismann mit Regisseur Florian Baxmeyer hervor. Er schrieb zusammenfassend: „Das Ergebnis ist ein sehr stimmiger, mit feinen Überzeichnungen und Anspielungen, subtilem Humor, melancholischem Soundtrack (Stefan Hansen) und einer kühlen Kamera (Peter Joachim Krause) auftrumpfender Krimi, den man sich auch dann anschauen sollte, wenn die Rettung der Welt dafür um neunzig Minuten aufgeschoben werden muss.“
Christian Buß bewertete den Tatort Wer Wind erntet, sät Sturm! in seiner Kritik im Nachrichtenmagazin Der Spiegel eher negativ. Seiner Auffassung nach war er ein „gut gemeinter“, aber „verworrener“ Tatort. Er fasste den Fernsehfilm wie folgt zusammen: „Die Verantwortlichen des neuen "Tatorts" über Windparks, Seevögel und Haifische versuchen, die Ambivalenzen des Themenkomplexes auszuleuchten – und verlieren im Nebel in der Nordsee den Blick für die schwierigen Figuren und den noch schwierigeren Stoff.“